# Jacob Hubert Patijn

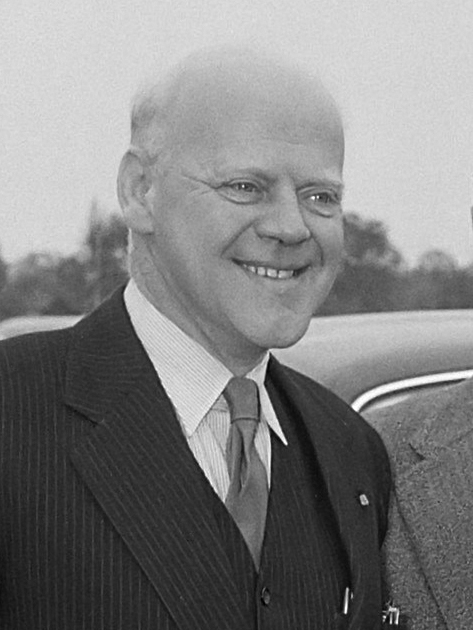
Jacob Hubert Patijn (1958)

Jacob Hubert Patijn (Amsterdam, 8 december 1904 - Zwolle, 23 juli 1982) was een hoge Nederlands ambtenaar. Van 1955 tot 1970 was hij secretaris-generaal van het Ministerie van Landbouw.
Patijn, lid van de familie Patijn, stamt uit een patriciaatsgeslacht, dat diverse burgemeesters en bestuurders heeft voortgebracht.
Jacob Hubert Patijn promoveerde in 1938 aan de Universiteit van Amsterdam op een omvangrijke studie over de voorwaardelijke invrijheidstelling.
Hij overleed in 1982 op 77-jarige leeftijd.

## Publicaties
- De voorwaardelijke invrijheidstelling ('s-Gravenhage: Martinus Nijhoff, 1938)